# Barthélemy de Broyes
Barthélemy de Broyes, né aux environs de 1030 et mort entre 1072 et 1081, est seigneur de Broyes et de Beaufort dans le comté de Champagne, à la fin du XIe siècle. Il est le fils aîné de Hugues Ier de Broyes et de son épouse Alvidis, dame de Sours.
À sa mort, son fils aîné Hugues II de Broyes lui succède à la tête de toutes les terres familiales.

## Biographie
Il succède à son père à la tête de des seigneuries de Broyes et de Beaufort à la mort de ce dernier entre 1072 et 1081. Quant à son frère Haderic, il fait une carrière ecclésiastique et succède à leur oncle Isembart en tant qu'évêque d'Orléans en 1063.
La chronique d'Albéric de Trois-Fontaine indique que Hugues, surnommé Bardoul, seigneur de Broyes, a envahi Bar-sur-Aube et Laferté-sur-Aube avec le consentement du roi Philippe Ier, après la mort de son grand-père maternel Raoul IV de Vexin, époux de la comtesse Aélis de Bar-sur-Aube, même s'il ne doit pas les garder longtemps car ces deux villes sont possédées peu après par le comte Thibaud III de Blois, dont l'épouse est également une fille de Raoul de Vexin. Toutefois, le décès de Raoul de Vexin étant daté en 1074, il est fort probable que cette guerre n'ait pas été menée par lui, compte-tenu de son jeune âge, mais plus probablement par son père qui serait donc encore en vie à cette date.
Plus tard, il est cité dans une charte du comte Étienne-Henri de Blois où il est qualifié de chevalier très fameux et qui situe son décès en 1081 ou peu avant.
À sa mort, il est remplacé par son fils aîné Hugues II de Broyes comme seigneur de Broyes et Beaufort, qui hérite également des possessions maternelles avec les seigneuries d'Arc et de Châteauvillain. Quant à son fils puîné, Renaud, il est chevalier et s'engage dans la première croisade où il trouve la mort en 1097 lors du siège de Nicée.

## Mariages et enfants
En 1065, il épouse Élisabeth de Valois, dame d'Arc et de Châteauvillain, fille de Raoul IV de Vexin, comte de Valois, et d'Adèle, comtesse de Bar-sur-Aube, avec qui il a au moins deux enfants, :
- Hugues II de Broyes, qui succède à son père comme seigneur de Broyes ;
- Renaud de Broyes, chevalier, participe à la première croisade où il trouve la mort en 1097 lors du siège de Nicée.